# Thanásis Antetokoúnmpo
Pour les articles homonymes, voir Antetokoúnmpo.
Athanásios Antetokoúnmpo (grec moderne : Αθανάσιος Αντετοκούνμπο),  appelé Thanásis Antetokoúnmpo (Θανάσης Αντετοκούνμπο), né le 18 juillet 1992, à Athènes en Grèce, est un joueur grec de basket-ball évoluant aux postes d'ailier et ailier fort. Il mesure 1,96 m.

## Biographie

### Filathlitikos (2012-2013)

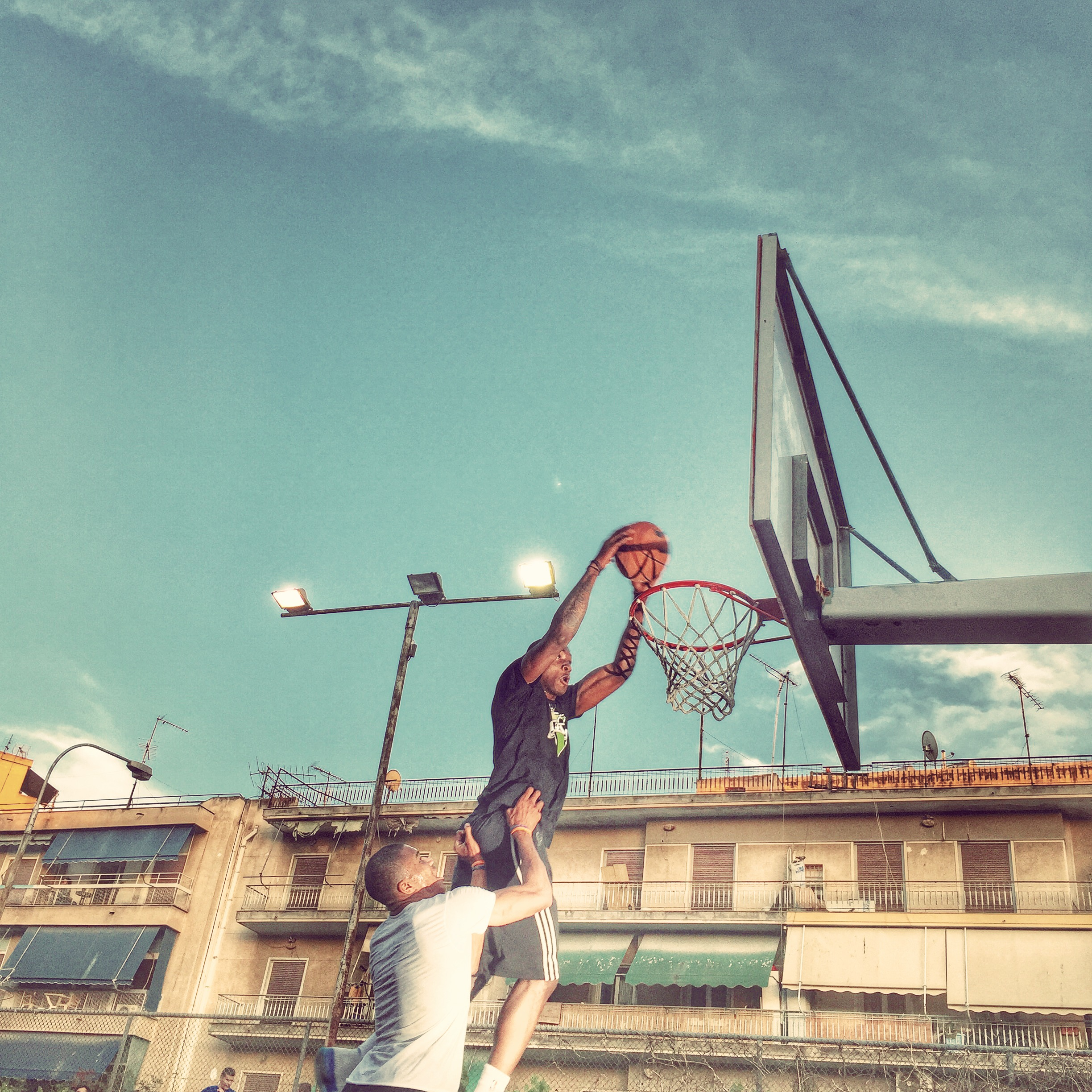
Avec son frère Giánnis (en bas) lors d’un match en plein air à Sepólia en 2015.

En 2012, Antetokoúnmpo commence sa carrière professionnelle dans l'équipe de seconde division grecque de Filathlitikos, après avoir joué dans les équipes jeunes depuis 2008 et en semi-professionnel dans la troisième division grecque durant la saison 2011-2012.
Durant la saison 2012-2013 en seconde division avec Filathlitikos, il a des moyennes de 12,2 points, 4,9 rebonds, 1,0 passe décisive, 1,1 interception et 1,0 contre par match. Il est sélectionné par les entraîneurs pour participer au All-Star Game grec de 2013 en tant que participant spécial même s'il n'est été choisi comme All-Star, et participe au concours de dunks où les joueurs de seconde division sont éligibles pour participer à la compétition.
Après s'être inscrit à la draft 2013 de la NBA, il retire sa candidature le 17 juin 2013 avec 17 autres joueurs, le jour de la date limite des retraits.
Il joue un match avec Filathlitikos lors de la saison 2013-2014 du championnat grec A2, contre Ermis Lagkada le 19 octobre 2013. Il termine la rencontre avec 15 points, 8 rebonds, 1 passe décisive et 1 interception lors de la victoire de son équipe 76 à 69.

### 87ers du Delaware (2013-2014)
Le 1er novembre 2013, Antetokoúnmpo est sélectionné par les 87ers du Delaware à la 9e position de la draft 2013 de D-League. Le 23 novembre 2013, pour ses débuts en D-League, Antetokounmpo termine avec 14 points, 2 rebonds et 2 passes décisives dans la défaite 117 à 106 chez le Charge de Canton. Il participe au NBA D-League Slam Dunk Contest 2014.
Durant la saison 2013-2014 de D-League, il a des moyennes de 12,0 points, 4,3 rebonds, 2,1 passes décisives, 1,2 interception et 1,3 contre en 50 matches. Le 1er mai 2014, il est nommé dans le troisième meilleur cinq défensif de la saison.

### Knicks de New York/Westchester (2014-2016)
Le 26 juin 2014, Antetokoúnmpo est sélectionné en 51e position de la draft 2014 de la NBA par les Knicks de New York. Il participe à la Summer League 2014 avec les Knicks où il tourne à 3,0 points et 1,8 rebond de moyenne en cinq matches. Cependant, ces derniers ne le conservent pas dans l'effectif pour le début de la saison NBA 2014-2015, le convainquant toutefois de renoncer à des possibilités de contrats plus rémunérateurs afin de rester proche de la franchise, dans l'équipe de Westchester, nouvelle franchise de D-League et filiale des Knicks. Le 22 avril 2015, il est nommé dans le second meilleur cinq défensif de la saison de D-League 2014-2015. En 47 matches avec Westchester, il a des moyennes de 13,9 points, 6,2 rebonds, 1,7 passe décisive, 1,7 interception et 1,7 contre par match.
En juillet 2015, Antetokoúnmpo participe à la Summer League 2015 avec les Knicks où il tourne à 6,4 points, 1,8 rebond et 1,2 contre en cinq matches. Le 7 août 2015, il signe avec les Knicks de New York mais il est laissé libre le 23 octobre après avoir disputé trois matches de présaison. Le mois suivant, il retourne chez les Knicks de Westchester. Le 29 janvier 2016, il signe un contrat de dix jours avec les Knicks de New York. Il fait ses débuts en NBA la nuit suivante, en marquant deux points en deux minutes de jeu contre les Suns de Phoenix. Le 8 février, New York décide de ne pas renouveler son contrat et il retourne de ce fait à Westchester.

### Bucks de Milwaukee (2019-2024)
Après sa première expérience américaine, il retourne en Europe. Il joue une saison dans le championnat espagnol puis deux autres dans le championnat grec sous les couleurs du Panathinaïkos.
Le 7 juillet 2019, il s'engage pour deux saisons avec les Bucks de Milwaukee et, par la même occasion, y rejoint son frère Giánnis tout juste titré MVP de la saison précédente.

## Palmarès

### NBA
- Champion NBA en 2021 avec les Bucks de Milwaukee.
- Champion de la Division Centrale en 2021.
- Champion de la Conférence Est de la NBA en 2021

## Statistiques

### NBA

#### Saison régulière
| Champion NBA |

| Saison    | Équipe    | Matchs | Titul. | Min./m | % Tir | % 3pts | % LF | Rbds/m. | Pass/m. | Int/m. | Ctr/m. | Pts/m. |
| --------- | --------- | ------ | ------ | ------ | ----- | ------ | ---- | ------- | ------- | ------ | ------ | ------ |
| 2015-2016 | New York  | 2      | 0      | 3,1    | 75,0  | 0,0    | 0,0  | 0,50    | 0,00    | 0,00   | 0,00   | 3,00   |
| 2019-2020 | Milwaukee | 20     | 2      | 6,5    | 50,0  | 0,0    | 41,2 | 1,20    | 0,80    | 0,40   | 0,10   | 2,80   |
| 2020-2021 | Milwaukee | 57     | 3      | 9,7    | 48,9  | 24,1   | 51,0 | 2,20    | 0,80    | 0,40   | 0,20   | 2,90   |
| 2021-2022 | Milwaukee | 48     | 6      | 9,9    | 54,7  | 14,3   | 63,0 | 2,10    | 0,50    | 0,30   | 0,30   | 3,60   |
| Carrière  | Carrière  | 127    | 11     | 9,1    | 51,7  | 16,7   | 54,5 | 2,00    | 0,70    | 0,40   | 0,20   | 3,10   |

#### Playoffs
| Saison   | Équipe    | Matchs | Titul. | Min./m | % Tir | % 3pts | % LF | Rbds/m. | Pass/m. | Int/m. | Ctr/m. | Pts/m. |
| -------- | --------- | ------ | ------ | ------ | ----- | ------ | ---- | ------- | ------- | ------ | ------ | ------ |
| 2021     | Milwaukee | 13     | 0      | 3,5    | 28,6  | –      | 83,3 | 0,80    | 0,20    | 0,40   | 0,20   | 0,70   |
| 2022     | Milwaukee | 8      | 0      | 2,5    | 66,7  | –      | 33,3 | 0,50    | 0,10    | 0,10   | 0,00   | 0,60   |
| Carrière | Carrière  | 21     | 0      | 3,1    | 40,0  | –      | 66,7 | 0,70    | 0,20    | 0,30   | 0,10   | 0,70   |

### D-League
| Saison   | Équipe      | Matchs | Titul. | Min./m | % Tir | % 3pts | % LF | Rbds/m. | Pass/m. | Int/m. | Ctr/m. | Pts/m. |
| -------- | ----------- | ------ | ------ | ------ | ----- | ------ | ---- | ------- | ------- | ------ | ------ | ------ |
| 2013-14  | Delaware    | 50     | 42     | 29,3   | 47,0  | 30,9   | 66,3 | 4,26    | 2,12    | 1,16   | 1,30   | 12,02  |
| 2014-15  | Westchester | 47     | 47     | 33,0   | 46,0  | 23,2   | 61,8 | 6,19    | 1,64    | 1,66   | 1,64   | 13,89  |
| 2015-16  | Westchester | 44     | 38     | 27,4   | 50,1  | 22,0   | 65,0 | 4,77    | 1,43    | 0,82   | 1,25   | 10,93  |
| Carrière | Carrière    | 141    | 127    | 29,9   | 47,5  | 26,4   | 64,0 | 5,06    | 1,74    | 1,22   | 1,40   | 12,30  |

## Records sur une rencontre en NBA
Les records personnels de Thanásis Antetokoúnmpo en NBA sont les suivants, :
| Type de statistique        | Saison régulière | Saison régulière         | Saison régulière | Playoffs | Playoffs           | Playoffs        |
| Type de statistique        | Record           | Adversaire               | Date             | Record   | Adversaire         | Date            |
| -------------------------- | ---------------- | ------------------------ | ---------------- | -------- | ------------------ | --------------- |
| Points                     | 27               | @ Cavaliers de Cleveland | 10 avril 2022    | 4        | @ Bulls de Chicago | 22 avril 2022   |
| Paniers marqués            | 9                | @ Cavaliers de Cleveland | 10 avril 2022    | 2        | @ Bulls de Chicago | 22 avril 2022   |
| Paniers tentés             | 15               | 3 fois                   | 3 fois           | 3        | @ Bulls de Chicago | 22 avril 2022   |
| Paniers à 3 points réussis | 4                | Knicks de New York       | 27 mars 2021     | -        | -                  | -               |
| Paniers à 3 points tentés  | 5                | Knicks de New York       | 27 mars 2021     | -        | -                  | -               |
| Lancers francs réussis     | 8                | @ Cavaliers de Cleveland | 10 avril 2022    | 2        | 2 fois             | 2 fois          |
| Lancers francs tentés      | 10               | @ Cavaliers de Cleveland | 10 avril 2022    | 2        | 4 fois             | 4 fois          |
| Rebonds offensifs          | 4                | 4 fois                   | 4 fois           | 1        | 4 fois             | 4 fois          |
| Rebonds défensifs          | 8                | Knicks de New York       | 27 mars 2021     | 2        | 2 fois             | 2 fois          |
| Rebonds totaux             | 10               | Knicks de New York       | 27 mars 2021     | 3        | Suns de Phoenix    | 11 juillet 2021 |
| Passes décisives           | 5                | 2 fois                   | 2 fois           | 2        | @ Nets de Brooklyn | 5 juin 2021     |
| Interceptions              | 3                | Jazz de l'Utah           | 31 octobre 2021  | 1        | 6 fois             | 6 fois          |
| Contres                    | 2                | 2 fois                   | 2 fois           | 1        | 2 fois             | 2 fois          |
| Balles perdues             | 5                | 2 fois                   | 2 fois           | 1        | 3 fois             | 3 fois          |
| Minutes jouées             | 41               | @ Cavaliers de Cleveland | 10 avril 2022    | 10       | Hawks d'Atlanta    | 25 juin 2021    |

- Double-double : 1
- Triple-double : 0

Dernière mise à jour : 17 août 2022

## Vie privée
Antetokoúnmpo est né à Athènes, en Grèce de parents nigérians. Le 9 mai 2013, il obtient officiellement la nationalité grecque avec la validation de son nom en tant qu’Antetokoúnmpo.
Son frère cadet, Giánnis, est drafté à la 15e position de la draft 2013 de la NBA par les Bucks de Milwaukee. Avec Giánnis connu sous le surnom de "The Greek Freak", Thanásis est parfois appelé "Greek Freak 2". Il a deux autres frères, Kóstas et Álex, qui ont tous deux été formés à Filathlitikos.